# 宮崎空港駅
宮崎空港駅（みやざきくうこうえき）は、宮崎県宮崎市大字赤江にある、九州旅客鉄道（JR九州）宮崎空港線の駅。同線の終着駅である。
2003年（平成15年）8月10日に沖縄都市モノレール線（ゆいレール）の那覇空港駅が開業するまでは日本最南の空港駅であった。

## 歴史
- 1996年（平成8年）7月18日：開業[4]。
- 2015年（平成27年）11月14日：ICカード「SUGOCA」の利用が可能となる[5]。
- 2022年（令和4年）4月1日：宮崎支社の発足により、鹿児島支社から同支社へ移管[6]。
- 2023年（令和5年）10月1日：JR九州サービスサポートによる業務委託駅から[7]九州旅客鉄道本体による直営駅へと変更される[8]。

## 駅構造
島式ホーム1面2線を有する高架駅で、ホームは少しカーブしている。駅舎から外に出るとすぐ前が宮崎空港旅客ターミナルビルの入口とバスターミナルであり、列車から航空会社カウンターまでの距離が短い。エスカレーター、エレベーターが完備されている。
JR九州本体が業務を行う直営駅だが、駅長の配置はない。みどりの窓口が設置されている。
ICカード「SUGOCA」の利用が可能（相互利用可能ICカードはSUGOCAの項を参照）で、簡易SUGOCA改札機が設置されている。タッチパネル式のICカード対応自動券売機が設置されており、SUGOCAポイントのチャージやICカードでの特急券の購入などが行える。また、改札内にもICカードチャージ機が設置されている。
2015年8月6日より向谷実作曲の接近メロディ・発車メロディが使用されている。なお、この曲は「ニコニコ超会議2015」内のブースにおいて、小倉駅在来線ホーム・大分駅・宮崎駅の発車メロディの先行公開を行った際、会場に中継で参加した宮崎県知事の河野俊嗣から「宮崎空港駅にも発車メロディーを作ってほしい」という要望を受け、会場にシンセサイザーを持ち込んでいた向谷が即興で制作したもので、曲名は「ブーケンビリアン」である。
事務管コードは▲942201を使用している。

### のりば
| のりば | 路線        | 行先                   |
| ------ | ----------- | ---------------------- |
| 1・2   | ■宮崎空港線 | 南宮崎・宮崎・延岡方面 |

- 当駅から南宮崎・宮崎までは乗車券のみで特急列車の普通車自由席に乗車できる[1]。
- 車止め標識は同社の終着駅で多く見られる特大サイズではなく、標準サイズである。

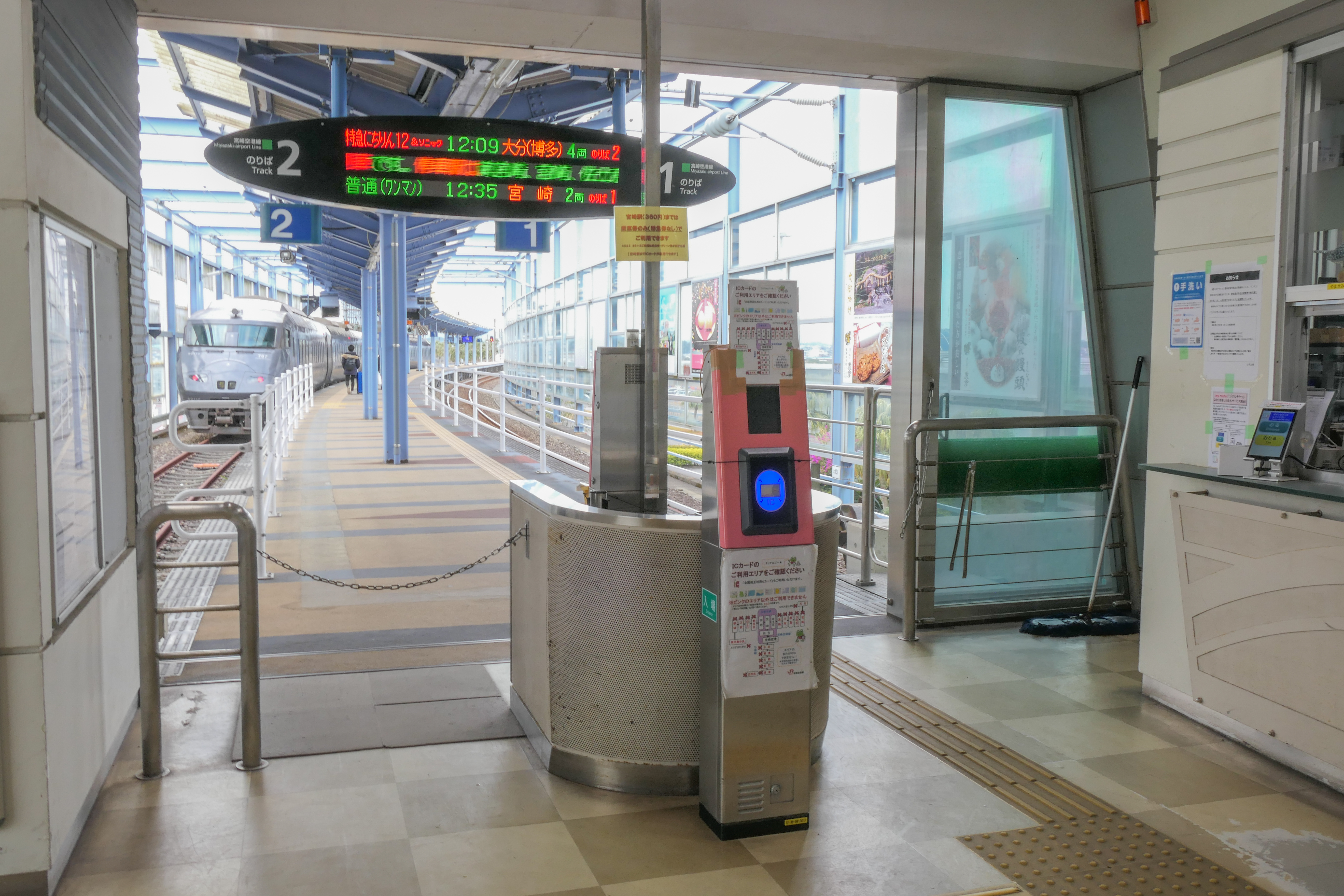
改札口（2022年1月）
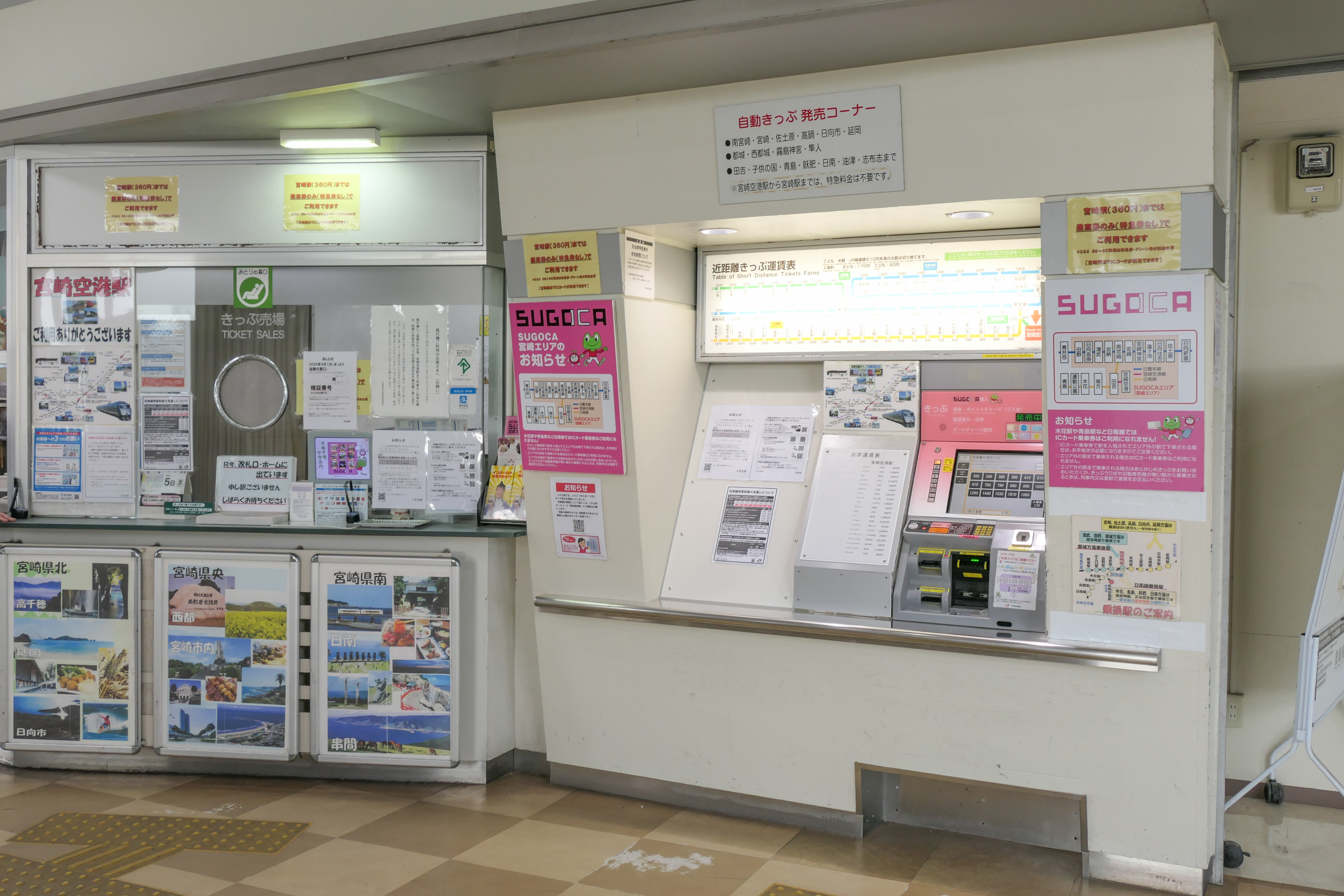
みどりの窓口と自動券売機（2022年1月）
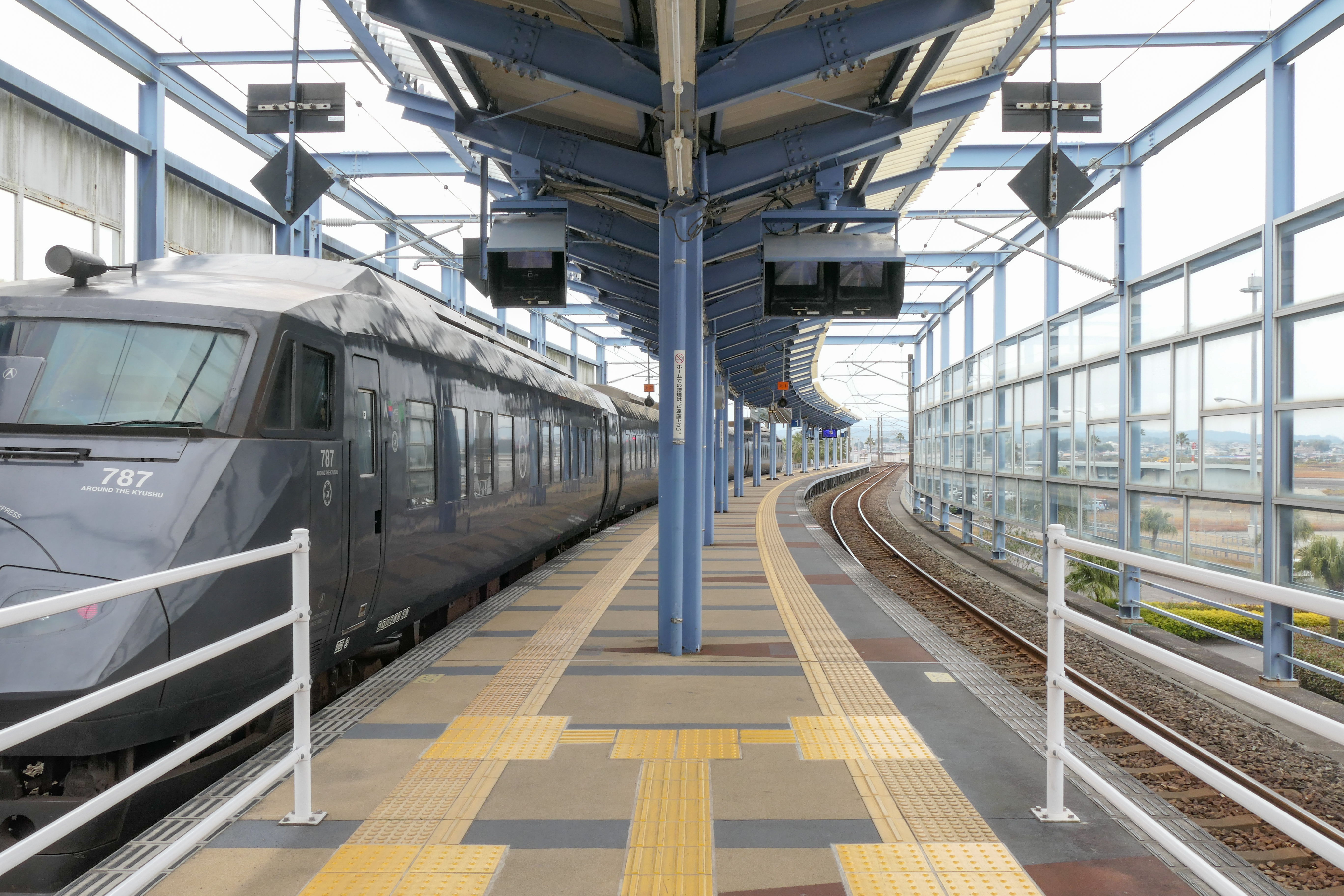
ホーム（2022年1月）

## 利用状況
2023年（令和5年）度の1日平均乗車人員は887人である。
当駅から宮崎市街地へは宮崎交通の路線バスの方が便数が多い。一方、大分市・延岡市・日向市方面へは、当駅開業を境に直通バスがなくなり、競合する公共交通機関は存在しない（この方面へのアクセスの歴史は宮崎空港線#歴史も参照のこと）。
空港ビル周辺にも民家や空港以外の施設（事業所など）があることなどから、周辺住民・施設利用者も当駅を利用することが多い。
開業後の1日平均乗車人員の推移は以下の通り。
| 年度   | 1日平均 乗車人員 |
| ------ | ---------------- |
| 1996年 | 784              |
| 1997年 | 753              |
| 1998年 | 751              |
| 1999年 | 774              |
| 2000年 | 773              |
| 2001年 | 814              |
| 2002年 | 828              |
| 2003年 | 774              |
| 2004年 | 762              |
| 2005年 | 763              |
| 2006年 | 786              |
| 2007年 | 789              |
| 2008年 | 786              |
| 2009年 | 724              |
| 2010年 | 712              |
| 2011年 | 732              |
| 2012年 | 782              |
| 2013年 | 818              |
| 2014年 | 788              |
| 2015年 | 840              |
| 2016年 | 864              |
| 2017年 | 909              |
| 2018年 | 955              |
| 2019年 | 928              |
| 2020年 | 321              |
| 2021年 | 458              |
| 2022年 | 760              |
| 2023年 | 887              |

## 駅周辺

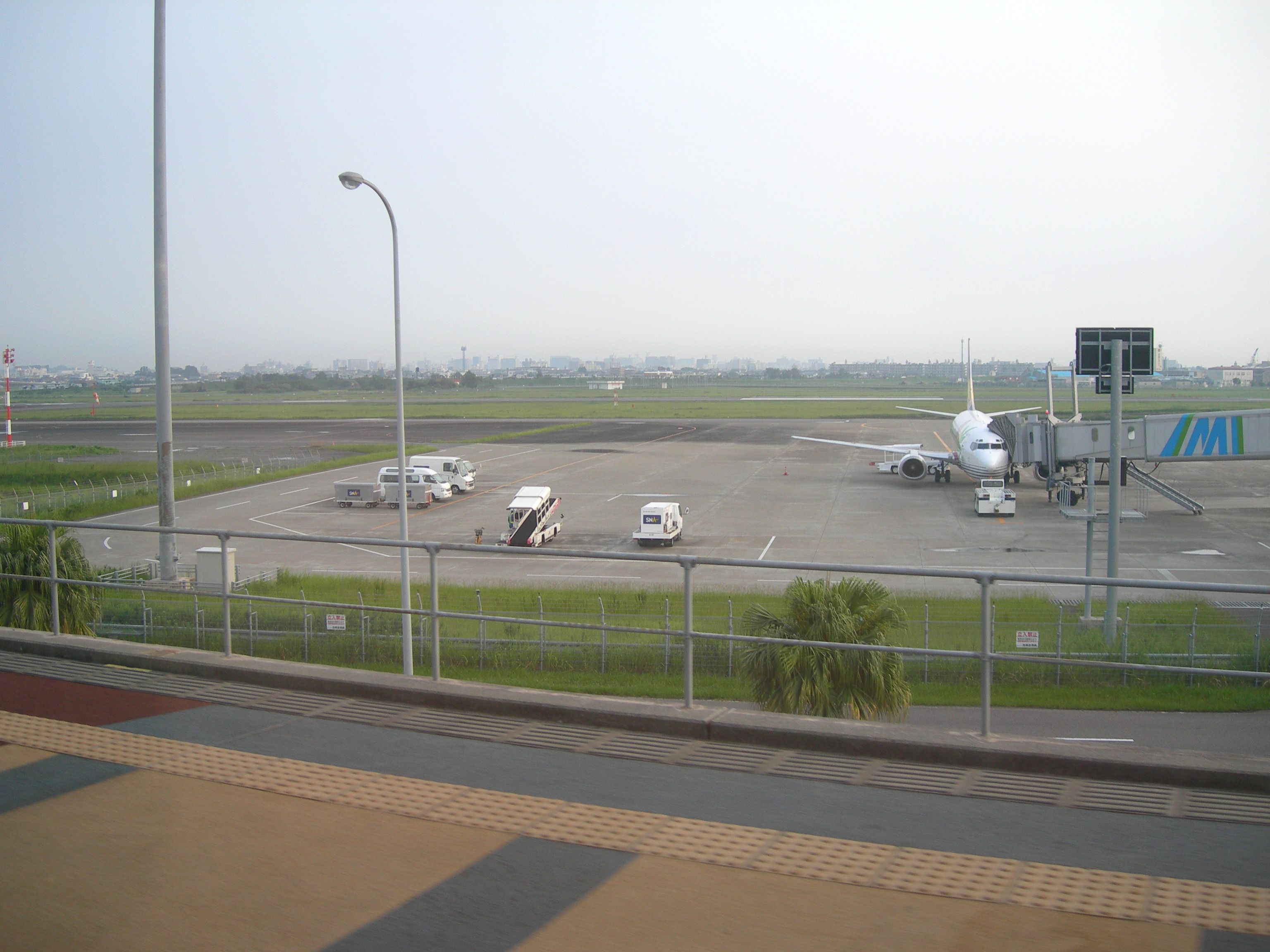
ホームから見た宮崎空港
（2009年7月）

当駅は宮崎空港の敷地内に位置し、駅北側にエプロン・誘導路・滑走路が広がっていて駅ホームから航空機や、「航空大学校」と書かれた格納庫を見ることができる。南側には空港駐車場が広がっている。
当駅の出入口は旅客ターミナルビル1階の最も西にある出入口前、バス乗り場、タクシー乗り場でもある旅客ターミナルビル前歩道内に設置されており、ビル自体には直結していないが、駅出入口のすぐ隣にビルの出入口ドアがある。
旅客ターミナルビル1階には弁当類・特産・名産の食品（青島せんべい、鯖寿司など）を売る店などがあり、駅寄りの場所には金融機関のATMもある。
空港立地のため周囲は平坦な地で、海（赤江灘 - 日向灘）までは東へ約1キロメートル強の距離である。海までの間には病院、養護学校、ゴルフ場が存在している。なお、航空大学校は滑走路を挟んで北側にあり、一般アクセスでの最寄駅は南宮崎駅（同駅からタクシー）になる。
- 宮崎空港
  - 旅客ターミナルビル
    - ATM（宮崎銀行、宮崎太陽銀行、ゆうちょ銀行）
    - 宮崎南警察署空港警備派出所
    - 門司税関細島支署宮崎空港出張所
    - 福岡検疫所宮崎空港出張所

  - タクシー乗り場
  - バスターミナル（案内所あり）
  - 福岡出入国在留管理局宮崎出張所
  - 国土交通省大阪航空局宮崎空港事務所
  - 国土交通省九州地方整備局宮崎空港・港湾整備事務所
  - 駐車場（6時 - 22時15分）
  - 貨物ターミナル
- 国立病院機構宮崎東病院
- 宮崎カントリークラブ青島コース
- 宮崎県立赤江まつばら支援学校
- 国道220号
- ソラシドエア本社
- 宮崎空港温泉 貸切露天風呂 ほのかの湯 宮崎空港店
- 付近にはレンタカー営業所が7社ある
- 駅前にコンビニエンスストアは無いが、宮崎空港1階にセブン-イレブンがある。

## バス路線
宮崎空港#バスを参照。

## 隣の駅
九州旅客鉄道（JR九州）
■宮崎空港線
- 特急「にちりん」「にちりんシーガイア」「ひゅうが」「36ぷらす3」発着駅

田吉駅 - 宮崎空港駅